# Stanislav Kostka Neumann
Stanislav Kostka Neumann, född 5 juni 1875 Prag, Österrike-Ungern, död 28 juni 1947 i Prag i Tjeckoslovakien, var en tjeckisk diktare och översättare.
Neumann föddes i Prag, och bodde i sin ungdom bland annat i Wien, där han rörde sig i anarkistiska och socialistiska kretsar. Han debuterade starkt påverkad av Friedrich Nietzsche, med livsbejakande, rytmiskt verkningsfull poesi och blev en förkämpe för den fria versen.
Efter första världskriget arbetade Neumann som redaktör för den kommunistiska tidskriften Hlas národa ('Folkets röst') och var inblandad i grundandet av Tjeckoslovakiens kommunistiska parti, där han var starkt engagerad för socialistisk kultur. Hans diktning utvecklades från dekadens och symbolism till hänförelse över den moderna tekniken, i den futuristiska samlingen Nové zpěvy (’Nya sånger’, 1918). Rudé zpěvy (’Röda sånger’, 1923) innehåller politiska kampsånger, och han skrev senare också antinazistiska och patriotiska dikter. Neumanns dikter och politiska arbeten är översatta till tyska som Satans Ruhm ist unter uns (1897), Sozialismus und Freiheit (1909) och Es lebe das Leben (1920).
Neumann var även verksam som översättare. Han översatte flera viktiga politiska verk till tjeckiska, däribland Anarkism och kommunism av Pjotr Kropotkin och Staten och revolutionen av Vladimir Lenin.